# Estrutura (engenharia)
Estrutura é o nome dado ao conjunto de elementos responsáveis por resistir aos esforços mecânicos, dando suporte e sustentação às máquinas, edificações e outros objetos. O elemento estrutural é capaz de manter a integridade na sustentação dos projetos de engenharia, dos diversos ramos, sub-ramos e atividades dessa ciência. Em geral, as estruturas são elementos fixos, e podem ser feitas em madeira, polímero, metal, concreto armado, entre outros materiais rígidos, em diversas formas, como a de treliça(s) ou gaiola(s).
1. ↑  

SANTOS, Arthur Ferreira. Estruturas Metálicas: projetos e detalhes para fabricação. São Paulo: McGrawHill, 1977.